# Серемле
Серемле (мађ. Szeremle) је село у Мађарској, јужном делу државе. Село управо припада Бајском срезу Бач-Кишкунске жупаније, са седиштем у Кечкемету.

## Природне одлике
Насеље Серемле налази у крајње јужном делу Мађарске, близу државне границе са Србијом. Најближи већи град је Баја.
Историјски гледано, село припада крајње северном делу Бачке, који је остало у оквирима Мађарске (тзв. „Бајски троугао”). Подручје око насеља је равничарско (Панонска низија), приближне надморске висине око 85 м. Западно од насеља протиче Дунав, који у овом делу прави простране мочваре Карапанџа.

## Становништво
Према подацима из 2013. године Серемле је имало 1.417 становника. Последњих година број становника опада.
Претежно становништво у насељу су Мађари римокатоличке вероисповести.